# Ackama
Ackama ist eine Pflanzengattung aus der Familie der Cunoniaceae.

## Beschreibung
Ackama-Arten sind Bäume. Die Blätter sind unpaarig gefiedert und mit Nebenblättern versehen, die jedoch auch fehlen können, und besitzen entlang der Mittelrippe ein büscheliges Domatium.
Die Blütenstände sind achselbürtige, oft in Reihen stehende Rispen, die Blüten öffnen sich gleichzeitig. Die Blüten sind protandrisch, ungestielt oder fast ungestielt, die Nektarien sind segmentiert. Der Fruchtknoten hat zwei bis vier Fruchtblätter.
Die Früchte sind Kapseln mit behaarten, ungeflügelten Samen.

## Verbreitung
Die Gattung ist in Neuseeland und Australien beheimatet.

## Systematik
Die Gattung besteht aus vier Arten, darunter:
- Ackama australiensis (Schltr.) C.T.White
- Ackama paniculosa (F.Muell.) Heslewood
- Ackama rosifolia A.Cunn.

## Nachweise
- J.C. Bradford, H.C. Fortune Hopkins, R.W. Barnes: Cunoniaceae In: Klaus Kubitzki (Hrsg.): The Families and Genera of Vascular Plants - Volume VI - Flowering Plants - Dicotyledons - Celastrales, Oxalidales, Rosales, Cornales, Ericales, 2004, S. 91–111